# Rák Kati
Rák Kati (Budapest, 1959. február 21. –) magyar színésznő.

## Életpályája
1977-től a Bartók Béla Zeneművészeti Szakiskola ének tanszakára járt. 
Az 1970-es évek végén három évig fotómodellként dolgozott. A Pepsi-Cola reklámarca Rák Kati, Komjáthy Ági, és Apostol Éva volt, egymást követve 1978-tól. Az üdítőt plakáton és tálcákon is népszerűsítette, Csehszlovákiaban szórólap jelent meg fotójából. Számos reklámfilmben is szerepelt, de sok show-műsorban is feltűnt, mint a híres Korda-show-ban vagy az Alfonzó szenvedélyeiben.
1980-ban felvették a Színház- és Filmművészeti Egyetem operett-musical szakára, 1983-ban kapta meg diplomáját.  
A filmezést már főiskolás korában elkezdte. Előbb dekoratív külsejét fedezték fel, majd humorát, drámai érzékenységét is. Párhuzamosan a debreceni Csokonai Színházban és a Radnóti Színpadon  játszott zenés és prózai főszerepeket (Mágnás Miska, Lumpáciusz Vagabundusz, Az ügynök halála stb.). Színházhoz nem szerződött, vendégként lépett fel a Radnóti Miklós Színpadon, a debreceni Csokonai Színházban, a Hököm Színpadon, a Játékszínben, valamint a Dominó Színpadon. 1988–92-ben a szolnoki Szigligeti Színháznál alakította az operettek primadonna szerepeit. Több mint százszor játszotta el Zsurzs Éva rendezésében a Csárdáskirálynő címszerepét, Horváth Tivadar rendezésében a Marica grófnőt.  
A 80-as, 90-es években televíziós drámai főszerepek mellett német, amerikai, iráni filmes koprodukciókban tűnt fel. Számos sorozatban szerepelt (Kémeri, Linda, Patika, Pasik!, Limonádé).  
Éveken át volt a Honvéd Művészegyüttes magánénekese.
Marilyn Monroe alakját három színház produkciójában is alakította. Az amerikai sztár tragikus életének megformálása színészi életében is fordulatot hozott, egyre több drámai feladatot kapott. Többek között Jon Fosse Valaki jön majd című darabját, a Női kézimunkát, majd a Gammasugarak hatása a százszorszépekre főszerepét játszotta a 2010-es években. 
Az Éless-Szin-ben játszott több szerepet, ezzel egy időben az újraindult Vidám Színpadon kapott szerepeket. 2018-tól egyszemélyes életmonológját a Marmorstein Berta életét játssza. Verset mond a közszolgálati televízióban, kisebb filmszerepeket vállal.
A 2010-es évek több sorozatában is szerepelt, melyeket a HBO, RTL Klub és az MTVA  sugárzott.
2018-tól Hangszínház nevű vállalkozásában rendezőként és producerként hoz létre előadásokat irodalmi alkotásokból. 

## Magánélete

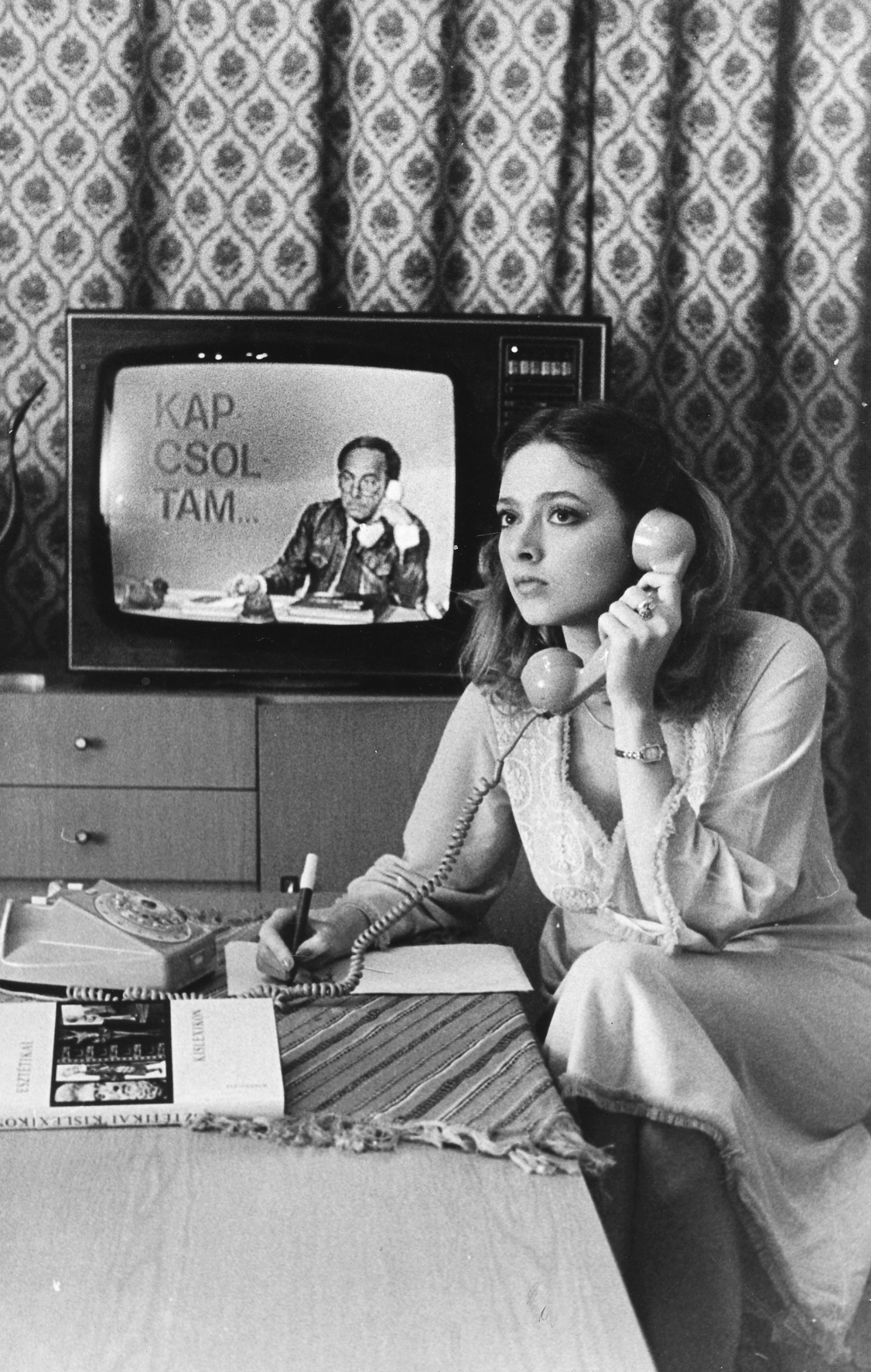
Rák Kati 1979-ben, háttérben a televízió képernyőjén Vitray Tamás műsorvezető

A színésznő férje, Czető Bernát László író-forgatókönyvíró, két lányuk: Bernát Sára (1986. augusztus 1.) és Bernát Bianka (1992. június 17.).

## Színházi szerepei

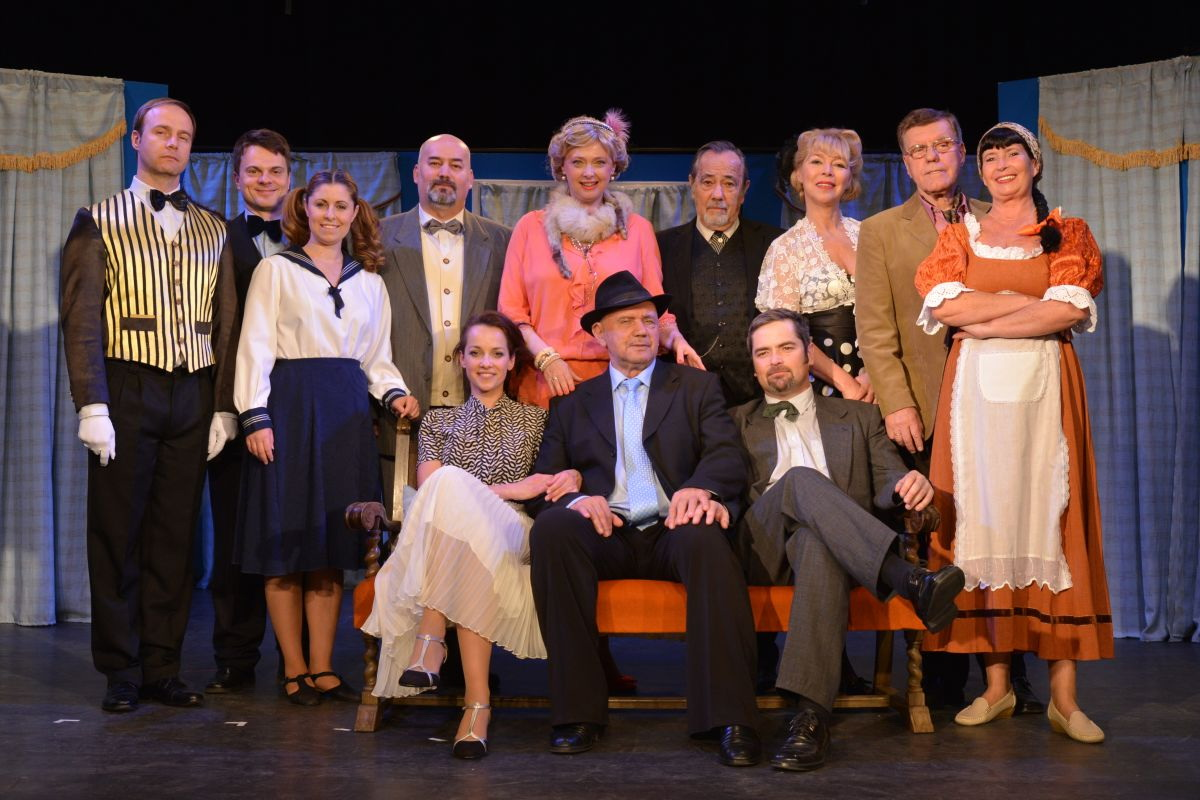
Orbók Attila: Nem válok el című darabjának stábjában

A Színházi adattárban regisztrált bemutatóinak száma: 36 prózai, 24 zenés. Ugyanitt egy színházi fotón is látható.
- Rolla (Szirmai Albert: Mágnás Miska)
- A nő (Arthur Miller: Az ügynök halála)
- Agrafena Alekszandrovna (Dosztojevszkij–Balogh T.–Bernát L.: Karamazov testvérek)
- Marica grófnő (Kálmán Imre: Marica grófnő)
- Marilyn Monroe, Kata (Turczi István: Könyörgöm, szeress!)
- Rábayné (Görgei Gábor: Huzatos ház)
- Marmorstein Berta (Czető: Marmorstein Berta csodálatos élete)

## Filmszerepei
- Gombó kinn van (1979)
- Csak semmi pánik (1982) … Kati
- Linda - A fotómodell c. epizód (1982) … Kutasi Zsuzsa
- Rohamsisakos Madonna (1982) … Irénke
- István, a király (1984)
- Délibábok országa (1984)
- Alfonzó szenvedélyei (1984)
- Kémeri - Stella c. epizód (1985) … Stella
- A vörös grófnő (1985) … Gizella grófnő
- Zojka szalonja (1986)
- Motorbicikli (1987)
- Baltazárok (1987) … Ágnes
- Miss Arizona (1988) … cigarettaárus az Arizonában
- Halállista (1989) … Mari
- Napóleon (1989) … Mrs. Soult
- Fagylalt, tölcsér nélkül (1989)
- Sötétség lánya (Daughter of Darkness, amerikai tévéfilm, 1990)
- Razzia az Aranysasban (1991)
- Rizikó (1993)
- Patika (1995)
- Pótvizsga (1996) … Miss Schoenack
- Levelek Perzsiából (magyar-iráni,1996) … Judit
- Pasik! (2000) … Zsuzsika
- Zsaruvér és Csigavér I.: A királyné nyakéke (2001) … Mariska bárónő
- Tea (2002)
- Állomás (2008) … Glória
- Holnap történt – A nagy bulvárfilm (2009) … házvezetőnő
- Karádysokk (2011) … rendőrnő
- Édes Otthon, tévésorozat (2012) … Csillus
- Jóban Rosszban (2016) … Hannácska
- Aranyélet (2016)
- Midsummer (svéd-amerikai, 2018) Martha
- Mintaapák (2020)
- Drága örökösök (2020) … Klaudia, Recepciós
- Keresztanyu (2021–2022) … Szvetlana Nadyja, Gina anyja
- Pokoli rokonok (2025) … Ápolónő

## Művei
- Szép magyar mesék - Állatmesék, 2011
- Rák Kati meséi - Három magyar népmese - Szép magyar mesék - CD, Trimedio Music Kft., 2015
- Rák Kati meséi - Tréfás mesék - CD, BRAQFILM KFT., 2016[5]

## Díjai, elismerései
- Pepita Különdíj (2013)
- Emberi Hang díj (2017)[6]